# Hollie Arnold
Pour les articles homonymes, voir Arnold.
Hollie Beth Arnold, née le 26 juin 1994, est une athlète handisport britannique spécialiste du lancer de javelot F46. En 2018, elle devient la deuxième athlète handisport, après Sophie Hahn, à remporter l'or paralympique, mondial, européen et du Commonwealth dans la même épreuve.

## Jeunesse
Arnold naît le 26 juin 1994 sans avant-bras droit dans le Lincolnshire en 1994 et grandi à Holton-le-Clay. En assistant à un cours d'athlétisme Star Track pendant ses vacances d'été, elle se découvre une habileté au javelot. Elle rejoint alors le Cleethorpes Athletic Club, mais part ensuite pour Hengoed au Pays de Galles pour se rapprocher de son ancien entraîneur d'athlétisme. En 2017, elle déménage pour s'entraîner à l'université de Loughborough.

## Carrière d'athlétisme
Lors de sa première participation à un championnats handisport à 11 ans, elle remporte sept médailles d'or dans plusieurs épreuves. En 2008, à l'âge de 14 ans, elle est sélectionnée pour représenter la Grande-Bretagne aux Jeux paralympiques d'été à Pékin, terminant 11e au lancer de javelot F42-46. Elle est alors la plus jeune membre de l'équipe de Grande-Bretagne en 2008. L'année suivante, elle remporte ses premières médailles significatives en participant aux Championnats du monde junior IWAS 2009 en Suisse, remportant l'argent au disque F46 et le bronze au javelot F46. 2009 est la dernière année où Arnold participe à des championnats en lancer du disque, se concentrant ensuite entièrement sur le javelot. L'année suivante, elle remporte une seconde médaille d'argent au javelot aux Championnats du monde junior IWAS 2010, puis la médaille d'or au Championnat 2011 à Dubaï. En 2011, Arnold rejoint l'équipe de Grande-Bretagne aux Championnats du monde d'athlétisme handisport à Christchurch en Nouvelle-Zélande où elle termine troisième au javelot F46, remportant la médaille de bronze. En 2012, elle monte d'une marche sur le podium et rafle la médaille d'argent aux Championnats du monde handisport. Elle réalise son record personnel au javelot F46 en juin 2012 avec un jet à 35,88 m lors des Championnats gallois à Cardiff, la plaçant numéro deux mondiale de son épreuve avant les Jeux paralympiques de 2012. Elle améliore son record personnel aux Jeux paralympiques d'été de 2012 à Londres avec un lancer de 36,27 m. Le 22 juillet, Arnold participe aux Championnats du monde d'athlétisme handisport à Lyon. Elle gagne l'or avec un lancer à 37,45 m, battant ainsi son record personnel pour la troisième fois en un an.
En 2014, alors qu'Arnold se prépare pour les Championnats d'Europe handisport à Swansea, elle est informée qu’en raison du manque de concurrents, son épreuve F46 est supprimée de l'événement. Sa prochaine chance de remporter une médaille internationale majeure est alors reportée aux Championnats du monde d'athlétisme handisport 2015 à Doha. Là, elle lance à une distance record de 40,53 m pour conserver sa médaille d’or.
En septembre 2016, Arnold remporte la médaille d'or aux Jeux paralympiques d'été de 2016 à Rio de Janeiro avec un record du monde à 43,01 m. Elle est alors nommée membre de l'Ordre de l'Empire britannique (MBE) lors du Nouvel An 2017 pour services rendus à l'athlétisme.
En avril 2018, Arnold remporte la médaille d'or en lancer de javelot F46 aux Jeux du Commonwealth de 2018 à Gold Coast, en Australie, avec un nouveau record du monde à 44,43 m,. Quelques semaines plus tard, elle gagne son premier titre européen avec un lancer à 40,15 m.

## Autres
En novembre 2020 elle fait partie des célébrités de la 20e saison britannique de l'émission I'm a Celebrity… Get Me Out of Here!. Au bout de 13 jours de compétition, elle est la première éliminée de la saison.